# Амринов, Баяш Каутанович
Баяш Каутанович Амринов (1939—2017) — советский и казахстанский табунщик, Герой Социалистического Труда (1981). Депутат Совета Союза Верховного Совета СССР 11 созыва (1984—1989) от Кокчетавской области.

## Биография
Родился в 1939 году в селе Киндык-Карагай Акмолинской области (ныне — Бурабайский район, Акмолинская область, Казахстан) в семье колхозников колхоза «Курнекты».
Трудовую деятельность начал в 1956 году табунщиком колхоза Чапаево Щучинского района. Позже работал табунщиком, коневодом совхоза «Золотая Нива» Уалихановского района.
19 февраля 1981 года удостоен звания Героя Социалистического Труда «за выдающиеся успехи, достигнутые в выполнении планов и социалистических обязательств по продаже государству в 1980 году миллиарда пудов зерна и перевыполнении планов десятой пятилетки по производству и закупкам хлеба и других сельскохозяйственных продуктов».
Проживал в городе Щучинск. Член Бурабайского районного совета ветеранов.
Умер 19 сентября 2017 года в Щучинске. Похоронен на мусульманском кладбище села Корнекты Бурабайского района.

## Награды и звания
- Герой Социалистического Труда (1981)
- Орден Ленина (1981)
- два ордена Трудового Красного Знамени
- четыре медали
- Государственная премия Казахской ССР (1980)
- Заслуженный работник сельского хозяйства Казахской ССР (15.12.1980)
- Почётный гражданин Уалихановского района (2013)[3]